# Mıgırdiç Margosyan

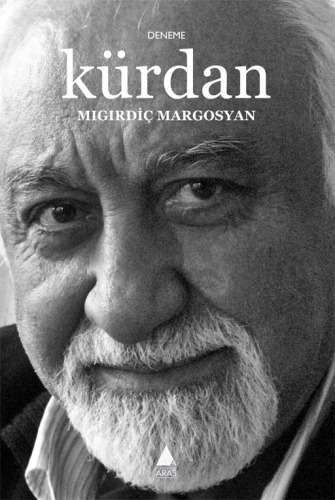
Margosyan auf seinem Buchband

Mıgırdiç Margosyan (* 23. Dezember 1938 in Diyarbakır; † 2. April 2022 in Istanbul) war ein türkischer Schriftsteller armenischer Abstammung.

## Hintergrund
Mıgırdiç Margosyan wurde am 23. Dezember 1938 im Stadtteil Hançepek (auch Gâvur Mahallesi – Ungläubigenviertel) von Diyarbakır geboren. Er erhielt seine Schulbildung an der Süleyman-Nazif-Grundschule und an der Ziya-Gökalp-Mittelschule in Diyarbakır und setzte seine Ausbildung an armenischen Schulen namens Bezciyan-Mittelschule und Getronagan-Gymnasium in Istanbul fort. Margosyan studierte am Philosophie-Departement der Fakultät für Literatur der Universität Istanbul.
Zwischen 1966 und 1972 arbeitete Mıgırdiç Margosyan als Lehrer des armenischen Surp-Haç-Gymnasiums und unterrichtete Philosophie, Psychologie sowie Literatur und war auch Schuldirektor. Später begann er mit kommerziellen Tätigkeiten. 2012 trat er in die Halkların Demokratik Partisi ein. 2022 verstarb Margosyan in Istanbul.

## Schriftstellerkarriere
Margosyan veröffentlichte eine Vielzahl an Kurzgeschichten auf Armenisch in der Zeitung Marmara, einige von ihnen wurden gesammelt und unter dem Namen Mer Ayt Goğmeri (türkisch Bizim O Yöreler) 1984 veröffentlicht. 1988 erhielt Margosyan in der französischen Hauptstadt Paris die Eliz-Kavukçuyan-Literatur-Auszeichnung, die an armenisch schreibende Autoren vergeben wird. Margosyan veröffentlichte 1992 Gâvur Mahallesi, 1995 Söyle Margos Nerelisen? und 1998 Biletimiz İstanbul'a Kesildi (1998) auf Türkisch und veröffentlichte 1999 sein zweites Buch Dikrisi Aperen (türk. Dicle Kıyılarından) auf Armenisch. Sein Buch Gâvur Mahallesi wurde ins Kurdische übersetzt und 1999 mit dem Titel Li ba me, Li wan deran von Avesta Publishing in Istanbul veröffentlicht.
Margosyans Artikel für die Tageszeitung Evrensel wurden 1999 unter dem Namen Çengelliiğne veröffentlicht. Er schrieb später für die Evrensel die Kolumne Kirveme Mektuplar, die 2006 in einem Buch gleichen Namens veröffentlicht wurde, und für die Agos.
Mıgırdiç Margosyans autobiografischer Roman Tespih Taneleri wurde 2006 veröffentlicht.